# Грени Смит
Granny Smith јабука, такође позната као зелена јабука или кисела јабука, је сорта јабуке која је настала у Аустралији 1868.  Име је добила по Марији Ен Смит, која је размножила сорту из случајне саднице. Сматра се да је дрво хибрид Malus sylvestris, европске дивље јабуке, са припитомљеном јабуком Malus domestica као поленизатором.
Плод је тврд, чврст и са светлозеленом кором и хрскавим, сочним месом. Укус је киселкаст. Остаје чврста када се пече, што је чини популарном јабуком за кување  која се користи у питама, где се може засладити. Јабука постаје потпуно зелена до жуте када је презрела.  Америчко удружење за јабуке известило је 2019. да је Granny Smith трећа најпопуларнија јабука у Сједињеним Америчким Државама. 

## Историја
Сорта Granny Smith је настала у Иствуду, Нови Јужни Велс, Аустралија (данас предграђе Сиднеја) 1868. Марија Ен Смит (рођена Шервуд ), која је открила јабуку, емигрирала је у округ из Беклија у Источном Сасексу 1839. са својим мужем Томасом.  Они су купили мали воћњак на том подручју 1855–1856. и почели да узгајају воће, по чему је ово подручје било добро познато у колонијалној Аустралији. Смитова је имала осморо деце и била је истакнута личност у округу, добивши надимак „бака“ ("Granny") Смит у својим поодмаклим годинама. 
Први опис порекла јабуке Granny Smith објављен је тек 1924.  Те године, Farmer and Settler су објавили извештај локалног историчара који је интервјуисао двојицу мушкараца који су познавали Смитову. Један од интервјуисаних се присетио да су 1868, он (тада дванаестогодишњак) и његов отац били позвани на Смитову фарму да прегледају случајну садницу која је никла у близини потока. Смитова је тамо бацила, међу папрати, остатке француских јабука које су узгајане на Тасманији.  Друга прича говори да је Смитова пробала француске јабуке за кување и, бацајући језгро јабуке кроз прозор док је радила, открила је да је нова сорта никла испод њене кухињске даске. У сваком случају, Смитова је преузела на себе да размножава нову сорту на свом имању, сматрајући да су јабуке добре за кување и општу потрошњу.  Имајући „све изгледе као јабука за кување“, нису биле киселкасте, већ су „слатке и хрскаве за јело“.  Заузела је тезгу на пијаци у улици Џорџ у Сиднеју, где су се јабуке продавале „изузетно добро и постале популарне“ и „једном недељно тамо продавала своје производе“. 
Смит је умрла само неколико година након њеног открића (1870), али су њен рад приметили и други локални плантажери. Едвард Галар је био један од таквих плантажера, који је у великој мери засадио стабла Granny Smith на свом имању и купио Смитову фарму када је Томас умро 1876. Галар је био успешан у локалној продаји јабуке, али она није добила широку пажњу све до 1890. Те године је била изложена као „Смитова садница” на сајму пољопривреде и хортикултуре Касл Хил, а следеће године је добила награду јабука за кување под називом „Расад баке Смит”. Јабука је била толико успешна да су следеће године многи излагали јабуке Granny Smith на хортикултурним изложбама. 
Године 1895, Министарство пољопривреде Новог Јужног Велса препознало је ову сорту и почело је да узгаја дрвеће у Владиној експерименталној станици у Батерсту, Нови Јужни Велс. Током наредних година влада је активно промовисала јабуку, што је довело до њеног широког усвајања.  Њена светска слава порасла је из чињенице да се могла брати од марта и чувати до новембра. Предузетни трговци воћем 1890-их и 1900-их експериментисали су са методама за транспорт јабука у иностранство у хладњачи. Због свог одличног рока трајања, Granny Smith је могла да се извози на велике удаљености и већину времена у години, у време када је аустралијски извоз хране драстично растао захваљујући међународној потражњи. Granny Smith је извезена у огромним количинама након Првог светског рата, а до 1975. године, 40 процената аустралијског усева јабука је било Granny Smith.  Од тада се интензивно гаји и на другим местима на јужној хемисфери, као и у Француској и Сједињеним Државама. Појава јабуке Granny Smith се сада сваке године слави у Иствуду, Нови Јужни Велс, на Granny Smith фестивалу. 

## Својства
Јабуке Granny Smith су светлозелене боје. Популарно се користе у многим јелима од јабука и колачима од јабука. Такође се једу и сирове као стоне јабуке.
Јабука је умерено осетљива на пламењачу и веома је склона краставости,  пепелници и рђи кедровине.
Granny Smith се много лакше чува у складишту од осталих јабука, што је у великој мери допринело њеном успеху на извозним тржиштима. Њен дуг век складиштења приписује се прилично ниском нивоу производње етена, а у правим условима Granny Smith може да се складишти без губитка квалитета чак годину дана. 